# Judge of a Life
「Judge of a Life」（ジャッジ・オブ・ア・ライフ）は、榊原ゆいの31枚目のシングル。2012年9月26日に5pb.Recordsから発売された。

## 概要
前作「無重力アリア」から7ヶ月ぶりのリリースとなる2012年2作目のシングル。表題曲「Judge of a Life」は、PS3・PSP用ゲーム『暁の護衛 トリニティ』のオープニングテーマに起用され、ジャケットイラストにも朝霧海斗、二階堂麗華、二階堂彩、倉屋敷妙をはじめとした作中の人物が描かれている。

## 収録曲
（全作詞：kala）
1. Judge of a Life [4:33][1]
作曲・編曲：井ノ原智
PS3・PSP用ゲーム『暁の護衛 トリニティ』オープニングテーマ
ストリングスが叙情的な世界観を構築した[3]攻撃的でカッコイイ楽曲で[4]、キーも高く設定されている。なおサビでは転調がおびただしいという[4]。
2. Heart of Mind [4:24][1]
作曲・編曲：椎名俊介
PS3・PSP用ゲーム『暁の護衛 トリニティ』挿入歌
作中に登場する彩の視点で歌った切ない曲で、優しさと力強さが込められている[4]。
3. Judge of a Life（off vocal）
4. Heart of Mind（off vocal）